# Архаров, Алексей Михайлович
Алексей Михайлович Архаров (род. 28 января 1931 года, Москва) — советский и российский учёный в области криологии, доктор технических наук, лауреат Государственной премии СССР, премии Правительства Российской Федерации, Государственной премии Российской Федерации, президент Международной криогенной организации.

## Биография
Алексей Михайлович Архаров родился 28 января 1931 года в Москве. Его отец был инженером. 
Учился Алексей в школе № 59 им. Н. В. Гоголя Киевского района Москвы. Его школьными учителями были: Вера Владимировна Сказкина, Маргарита Николаевна Демьянович, Екатерина Николаевна Курило, Александр Васильевич Морозкин, Николай Николаевич Новиков, Евгения Николаевна Жудко, Лев Ардальонович Мищенюк, Александр Васильевич Морозкин, Александра Алексеевна Краснощекова, Евгения Николаевна Домбровская.
После окончания школы Алексей Архаров поступил в МВТУ им. Н. Э. Баумана на специальность «Холодильные и компрессорные машины» факультета «Тепловых и гидравлических машин». Его преподавателем по высшей математике был Адольф Павлович Юшкевич, сопротивление материалов преподавал Сергей Дмитриевич Пономарев, начертательную геометрию — Христофор Артемьевич Арустамов, английский язык — Кира Дмитриевна Белоголововая. Руководителем его дипломного проекта, а позже и диссертации — был профессор Семен Яковлевич Герш.
В 1954 году Алексей Архаров с отличием окончил МВТУ им. Н. Э. Баумана.
После окончания обучения он начал работать старшим лаборантом на одной из кафедр Московского государственного технического университета им. Н. Э. Баумана. Затем перешел на должность младшего научного сотрудника, позже стал ведущим инженером и доцентом.
В 1958 году Алексей Михайлович Архаров защитил кандидатскую диссертацию, в 1969 году — докторскую диссертацию. В 1971 году его утвердили в звании профессора. Он стал основателем и руководителем лаборатории газодинамических методов получения холода.
В период с 1971 года по 1972 год Алексей Архаров работал в лабораториях Сиракузского и Калифорнийского университетов США вместе с профессорами У. Гифордом и Т. Фредеркингом
С 1975 года по 1988 год он был деканом факультета «Энергомашиностроение». В 1987 году возглавил кафедру «Холодильная, криогенная техника, системы кондиционирования и жизнеобеспечения» Московского государственного технического университета им. Н. Э. Баумана. Профессор кафедры «Холодильной и криогенной техники, систем кондиционирования и жизнеобеспечения» МГТУ им. Н. Э. Баумана.
Алексей Архаров опубликовал свыше 450 научных работ, связанных с криогенной холодильной техникой, среди них 60 изобретений, 25 книг. Он написал «Технику низких температур», «Низкотемпературные газовые машины», «Криогенные поршневые детандеры», «Теплотехнику», учебник для студентов вузов «Криогенные системы». Руководил защитой кандидатских и докторских диссертаций у В. Л. Бондаренко, А. А. Жердева, А. Г. Гречко, А. И. Смородина, Ю. А. Шевича, М. Ю. Савинова.
Алексей Архаров состоит в редакционных коллегиях журналов «Холодильная техника» и «Вестник МАХ». Он избран академиком РАЕН и Европейской академии естественных наук города Ганновера, возглавляет Московское региональное отделение Международной академии холода.

## Награды и премии
- Орден Почёта (2000 год)[7]
- Орден Трудового Красного Знамени
- Премия и медаль Международного института холода (1979 год)
- Премия Минвуза (1986 год)
- Государственная премия СССР (1998 год)
- Государственная премия Российской Федерации (2002 год)
- Премия Правительства Российской Федерации (2005 год)
- Почетные медали Федерации космонавтики России
- Премия и медаль им. Густава Лорентца (2007 год)[2]
- Премия Правительства Москвы[8]